# Banat (kraina)

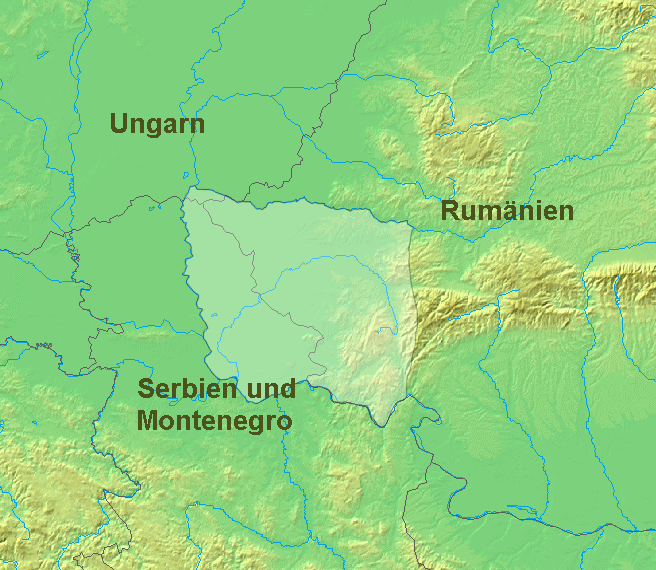
Położenie Banatu

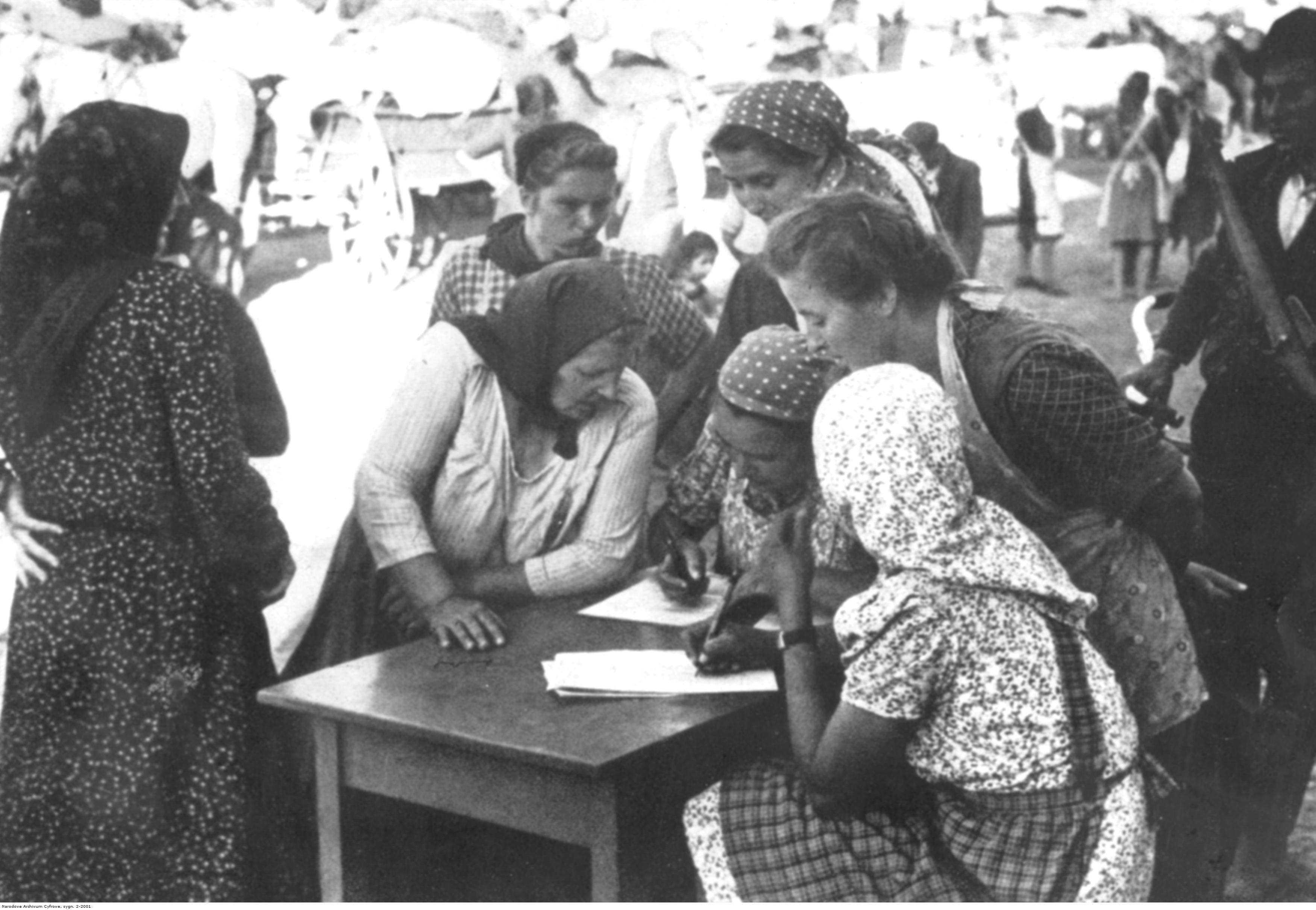
Banat, październik 1944. Tworzenie list ewakuacyjnych dla niemieckiej ludności Banatu

Banat (rum., serb. Banat, czes., słow. Banát, węg. Bánság lub Bánát) – kraina historyczna w południowo-wschodniej Europie, położona w południowej części Wielkiej Niziny Węgierskiej, między Dunajem, Cisą i jej dopływem Maruszą oraz Karpatami Południowymi. Kraina ta leży obecnie na terenie 3 państw:
- Rumunii (18 700 km²)
- Serbii (9 000 km²)
- Węgier (300 km²).

Zachodnią część Banatu zajmują urodzajne tereny rolnicze, a część wschodnią Góry Banackie ze złożami węgla brunatnego, rud żelaza oraz rud miedzi.

## Historia
W starożytności Banat wchodził w skład Dacji. Początkowo pod panowaniem węgierskim (od XII wieku prowincja), w latach 1552–1718 był pod panowaniem tureckim. Od roku 1718 wchodził w skład Austrii (pod panowaniem Habsburgów), która popierała kolonizację niemiecką na tym terenie (tzw. Donauschwaben, Szwabi banaccy). W 1867 Banat znalazł się na terytorium utworzonych Austro-Węgier. Banat był obszarem wielonarodowym, zasiedlonym głównie przez Rumunów, Serbów, Niemców i Węgrów. Formalnie wchodził w skład Węgier.
Po rozpadzie Austro-Węgier, 31 października 1918 w Timișoarze proklamowano powstanie Republiki Banackiej, na czele której stanął Otto Roth. Jednak już 15 listopada do republiki wkroczyły wojska serbskie. W 1919 Królestwo Serbów, Chorwatów i Słoweńców (przyszła Jugosławia) i Rumunia podzieliły Banat między siebie. 
4 czerwca 1920 w Trianon Banat podzielono ostatecznie między Rumunię, Królestwo SHS oraz Węgry, przy których pozostał tylko niewielki skrawek terytorium (okręg Szegedu). Po II wojnie światowej postanowienia te zostały utrzymane w mocy, jednak wysiedlono z Banatu większość Niemców. W dawnej części jugosłowiańskiej (dziś w granicach Serbii) żyje spora mniejszość węgierska, podobnie jak w Banacie rumuńskim.

## Miasta

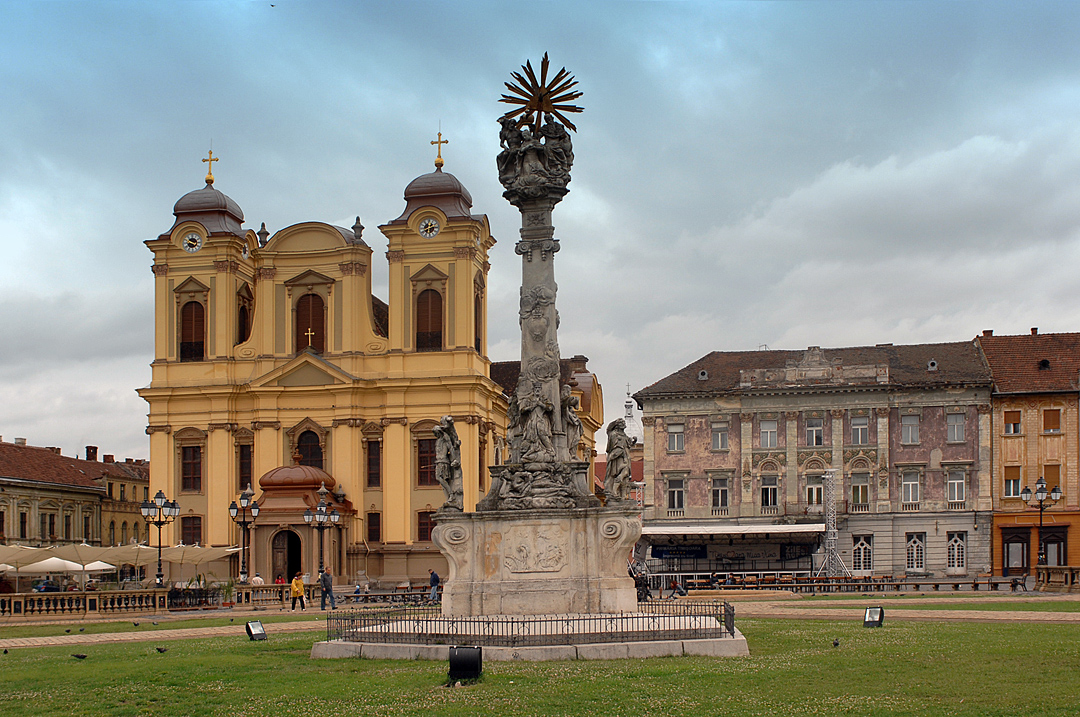
Timișoara

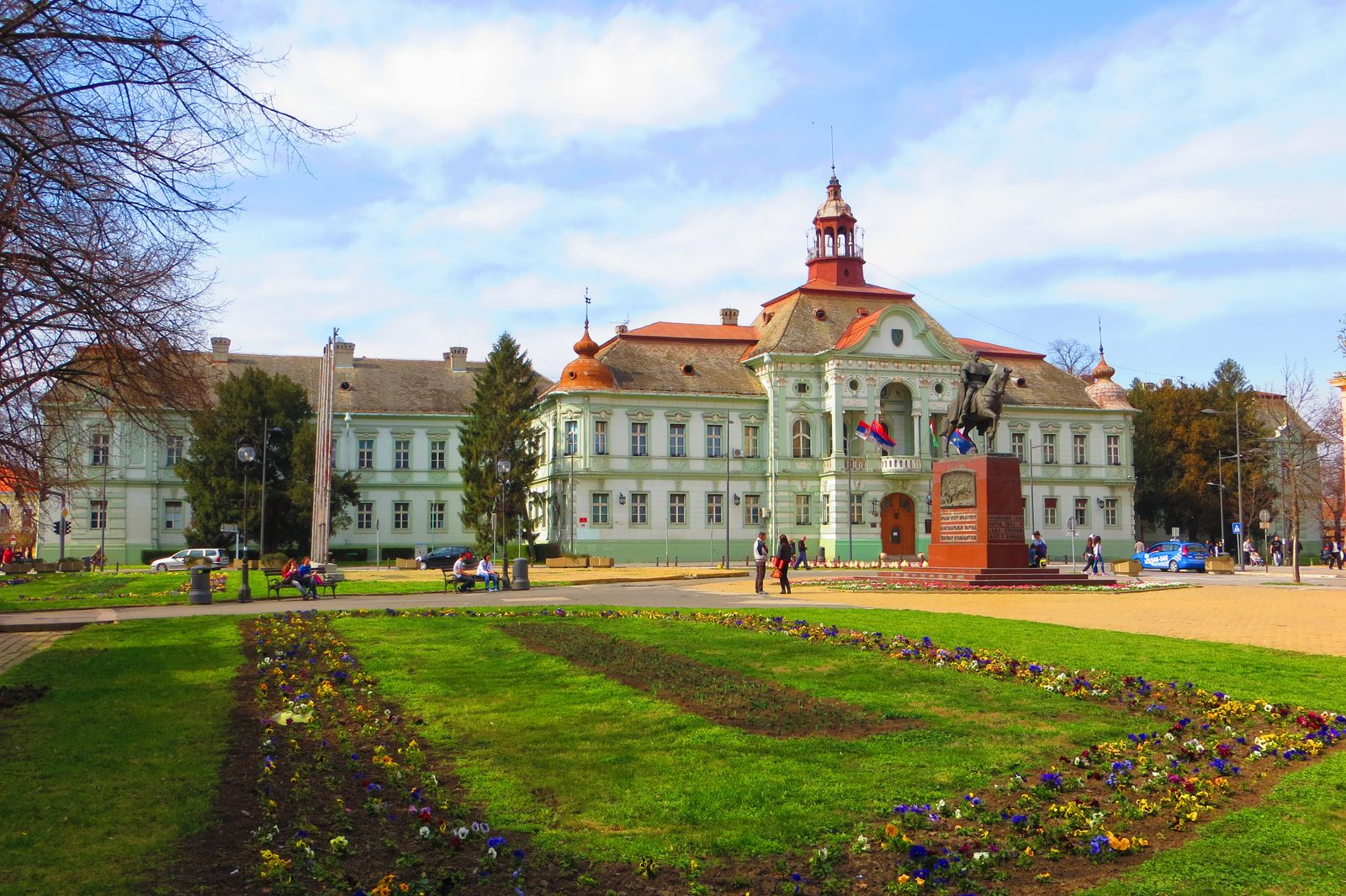
Zrenjanin

Największe miasta w Banacie według danych rumuńskich i serbskich:
|     | miasto     | populacja (2011) | państwo |
| --- | ---------- | ---------------- | ------- |
| 1.  | Timișoara  | 319 279          | Rumunia |
| 2.  | Segedyn    | 170 285          | Węgry   |
| 3.  | Arad       | 159 074          | Rumunia |
| 4.  | Zrenjanin  | 76 511           | Serbia  |
| 5.  | Pančevo    | 75 914           | Serbia  |
| 6.  | Reșița     | 73 282           | Rumunia |
| 7.  | Lugoj      | 40 361           | Rumunia |
| 8.  | Kikinda    | 38 065           | Serbia  |
| 9.  | Vršac      | 36 040           | Serbia  |
| 10. | Caransebeș | 24 689           | Rumunia |